# 야리 다비드 실베라
야리 다비드 실베라(1976년 2월 20일 ~ )는 우루과이의 전직 축구 선수이다. 현역 시절 포지션은 미드필더였다. K리그 시절 등록명은 샤리였다.